# Liste der Mitglieder der American Academy of Arts and Sciences/1992
Im Jahr 1992 wählte die American Academy of Arts and Sciences 244 Personen zu ihren Mitgliedern.

## Neugewählte Mitglieder
- Mary Dinsmore Salter Ainsworth (1913–1999)
- Andreas Christopher Albrecht (1927–2002)
- Neal Russell Amundson (1916–2011)
- Hans Christian Andersen (* 1941)
- Julia Elizabeth Annas (* 1946)
- Janis Antonovics (* 1943)
- Giulio Carlo Argan (1909–1992)
- Elliot Aronson (* 1932)
- Michael George Aschbacher (* 1944)
- Brooke Russell Astor (1902–2007)
- Norman Ralph Augustine (* 1935)
- David Henry Auston (* 1940)
- John Wesley Baldwin (1929–2015)
- J. Perry Barger (* 1927)
- Denis Aristide Baylor (1940–2022)
- Hans Belting (1935–2023)
- Leo Bersani (1931–2022)
- Frank Bidart (* 1939)
- John Herron Biggs (* 1936)
- Henrik Maximilian Birnbaum (1925–2002)
- Thomas Noel Bisson (1931–2025)
- Lee Carroll Bollinger (* 1946)
- George Stephen Boolos (1940–1996)
- Henry Reid Bourne (* 1940)
- Harvey Kent Bowen (* 1941)
- William Frank Brinkman (* 1938)
- William Allen Brock (* 1941)
- Richard Alan Brody (1930–2020)
- Donald Jerome Brown (* 1937)
- Amyand David Buckingham (1930–2021)
- Bruce J. Bueno de Mesquita (* 1946)
- Warren Edward Buffett (* 1930)
- Donald Lyman Burkholder (1927–2013)
- Myles Frederic Burnyeat (1939–2019)
- Ashton Baldwin Carter (1954–2022)
- Sylvia Teresse Aida Ceyer (* 1953)
- Sallie Watson Chisholm (* 1947)
- Steven Chu (* 1948)
- Aaron Victor Cicourel (1928–2023)
- Timothy James Clark (* 1943)
- Michael Tran Clegg (* 1941)
- Marshall H. Cohen (* 1926)
- Claude Nessim Cohen-Tannoudji (* 1933)
- Jonathan Richard Cole (* 1942)
- Walter Robert Connor (* 1934)
- John Horton Conway (1937–2020)
- Esther Marly Conwell (1922–2014)
- Lynn A. Cooper (* 1947)
- Max Dale Cooper (* 1933)
- John D’Arms (1934–2002)
- Lawrence Frederick Dahl (1929–2021)
- Gary Brent Dalrymple (* 1937)
- Marc Davis (* 1947)
- Angus Stewart Deaton (* 1945)
- Haile Tesfaye Debas (* 1937)
- Don DeLillo (* 1936)
- James Anderson DePreist (1936–2013)
- Francis Joseph DiSalvo (* 1944)
- Avinash Kamalakar Dixit (* 1944)
- David L. Donoho (* 1957)
- David Roach Dowty (* 1945)
- Robin Chandler Duke (1923–2016)
- Frank Hoover Easterbrook (* 1948)
- Mary Patricia Edmonds (1922–2005)
- Phoebe Clemencia Ellsworth (* 1944)
- Vittorio Erspamer (1909–1999)
- D. Ellis Evans (1930–2013)
- Gunnar Carl Michael Fant (1919–2009)
- Reynolds Farley (* 1939)
- Joseph Felsenstein (* 1942)
- David Finn (1921–2021)
- Leon Fleisher (1928–2020)
- Daniel Willett Foster (1930–2018)
- William Gaddis (1922–1998)
- Peter Louis Galison (* 1955)
- Robert W. Galvin (1922–2011)
- David Lorn Garbers (1944–2006)
- Paul George Gassman (1935–1993)
- William Henry Gates (* 1955)
- Leslie Howard Gelb (1937–2019)
- Allen Ginsberg (1926–1997)
- Claudia Dale Goldin (* 1946)
- Jerry Paul Gollub (1944–2019)
- Andrew Jackson Goodpaster (1915–2005)
- Jean-Michel Grandmont (* 1939)
- Benedict Hyman Gross (* 1950)
- Carol A. Gross (* 1942)
- F. Duncan M. Haldane (* 1951)
- Michael T. Hannan (* 1943)
- Conrad Kenneth Harper (* 1940)
- John Lander Harper (1925–2009)
- Juris Hartmanis (1928–2022)
- Richard Joseph Havel (1925–2016)
- Timothy Stafford Healy (1923–1992)
- Wayne A. Hendrickson (* 1941)
- W. Daniel Hillis (* 1956)
- Friedrich Ernst Peter Hirzebruch (1927–2012)
- Melvin Hochster (* 1943)
- Stephen Taylor Holmes (* 1948)
- Sarah Blaffer Hrdy (* 1946)
- John Robert Huizenga (1921–2014)
- David Lee Hull (1935–2010)
- Tony Hunter (* 1943)
- Rudolf Jaenisch (* 1942)
- Marie Jahoda (1907–2001)
- Raymond Jeanloz (* 1952)
- Christopher Jencks (1936–2025)
- Thomas M. Jessell (1951–2019)
- Alison Bishop Jolly (1937–2014)
- Peter R. Kann (* 1942)
- John Albert Katzenellenbogen (* 1944)
- David Todd Kearns (1930–2011)
- Amalya Lyle Kearse (* 1937)
- Edmund Leroy Keeley (1928–2022)
- Maxine Hong Kingston (* 1940)
- Patrick Vinton Kirch (* 1950)
- Ruth Lillian Kirschstein (1926–2009)
- Robert P. Kirshner (* 1949)
- Arthur Michael Kleinman (* 1941)
- David Marc Kreps (* 1950)
- Paul Robin Krugman (* 1953)
- Harold William Kuhn (1925–2014)
- Sydney Govons Kustu (1943–2014)
- Rolf William Landauer (1927–1999)
- Sidney Leibovich (* 1939)
- Michel Lejeune (1907–2000)
- Estella Bergere Leopold (1927–2024)
- Wolf Lepenies (* 1941)
- Simon Asher Levin (* 1941)
- Edwin Niblock Lightfoot (1925–2017)
- Barbara Huberman Liskov (* 1939)
- Robert Wendell Lucky (* 1936)
- Robert Duncan MacPherson (* 1944)
- David Baruch Malament (* 1947)
- Stanley Mandelstam (1928–2016)
- Cyril Alexander Mango (1928–2021)
- Grigorii Alexandrovich Margulis (* 1946)
- Louis Aime Marin (1931–1992)
- Agnes Bernice Martin (1912–2004)
- Pamela Anne Matson (* 1953)
- John Henry McDowell (* 1942)
- James Lafayette McGaugh (* 1931)
- Donald F. McHenry (* 1936)
- Richard Drummond McKelvey (1944–2002)
- Steven Lanier McKnight (* 1949)
- Ernesto Antonio Medina (* 1938)
- James Donald Meindl (* 1933)
- Paul Mellon (1907–1999)
- Paul Robert Milgrom (* 1948)
- Martha Louise Minow (* 1954)
- Kiyoshi Mizuuchi (* 1944)
- John L. Moll (1921–2011)
- Navarre Scott Momaday (1934–2024)
- Shigefumi Mori (* 1951)
- Joseph E. Murray (1919–2012)
- Royce Wilton Murray (* 1937)
- Viktor Mutt (1923–1998)
- Erwin Neher (* 1944)
- Maria Iandolo New (1928–2024)
- Anthony Newcomb (1941–2018)
- Richard Eugene Nisbett (* 1941)
- Yasutomi Nishizuka (1932–2004)
- Linda Nochlin (1931–2017)
- Philippe Pierre Nozieres (1932–2022)
- Christiane Nüsslein-Volhard (* 1942)
- Joyce Carol Oates (* 1938)
- Jane Marion Oppenheimer (1911–1996)
- Peter Carl Ordeshook (* 1942)
- Sherry Beth Ortner (* 1941)
- Seiji Ozawa (1935–2024)
- Elaine Hiesey Pagels (* 1943)
- Derek Antony Parfit (1942–2017)
- Ira Harry Pastan (* 1931)
- Derek Albert Pearsall (* 1931)
- Edward Roy Perl (1926–2014)
- Donald Wells Pfaff (* 1939)
- Edward C. Prescott (1940–2022)
- Lewis Thompson Preston (1926–1995)
- John Albert Quinn (1932–2016)
- Shulamit Ran (* 1949)
- Marina Ratner (1938–2017)
- Joseph Raz (1939–2022)
- Seymour Reichlin (* 1924)
- Anna Curtenius Roosevelt (* 1946)
- Howard Lewis Rosenthal (1939–2022)
- Jean Marcel Rouxel (1935–1998)
- Gerald Mayer Rubin (* 1950)
- William Doyle Ruckelshaus (1932–2019)
- David Pierre Ruelle (* 1935)
- Bert Sakmann (* 1942)
- Sebastiao Ribeiro Salgado (1944–2025)
- Joseph Lawrence Sax (1936–2014)
- Douglas James Scalapino (* 1933)
- Elaine Scarry (* 1946)
- José Alexandre Scheinkman (* 1948)
- Albrecht Schöne (1925–2025)
- Neena Betty Schwartz (1926–2018)
- James C. Scott (1936–2024)
- Charles Paul Segal (1936–2002)
- Reinhard Selten (1930–2016)
- Donna Edna Shalala (* 1941)
- Lucille Shapiro (* 1940)
- Carla Jo Shatz (* 1947)
- James John Sheehan (* 1937)
- Frank H. Shu (1943–2023)
- Paul Benjamin Sigler (1934–2000)
- Adele Smith Simmons (* 1941)
- Barbara Sinclair (1940–2016)
- Alvaro Joaquim Melo Siza (* 1933)
- Leonard Edward Slatkin (* 1944)
- Thomas Carlyle Smith (1916–2004)
- Robert Eugene Somerville (* 1940)
- Ruth Sonntag Nussenzweig (1928–2018)
- George Sperling (* 1934)
- Robert Culp Stalnaker (* 1940)
- John David Steinbruner (1941–2015)
- Rosemary A. Stevens (* 1935)
- Ursula Beate Storb (* 1936)
- Horst Ludwig Störmer (* 1949)
- Nobuo Suga (* 1933)
- Cass R. Sunstein (* 1954)
- Rashid Alievich Sunyaev (* 1943)
- Manfredo Tafuri (1935–1994)
- Antoni Tapies (1923–2012)
- Sidney G. Tarrow (* 1938)
- Richard E. Taylor (1929–2018)
- Susan Serota Taylor (* 1942)
- Jacques Leon Tits (1930–2021)
- Scott Duncan Tremaine (* 1950)
- Richard Francis Tuck (* 1949)
- Karl Karekin Turekian (1927–2013)
- Bert Vogelstein (* 1949)
- Paul A. Volcker (1927–2019)
- Alan David Weinstein (* 1943)
- Paul Anthony Wender (* 1947)
- James Boyd White (* 1938)
- John Edgar Wideman (* 1941)
- David Wiggins (* 1933)
- Margaret Dauler Wilson (1939–1998)
- Janet Lewis Winters (1899–1998)
- Jack Leach Wisdom (* 1953)
- John Armstead Wood (* 1932)
- Ladislav Zgusta (1924–2007)
- Arnold Melchior Zwicky (* 1940)